# Ниссен, Альберт
Альберт Жан Жерар Ниссен (фр. Albert Nyssens; 20 июня 1855, Брюссель – 20 августа 1901, там же) – бельгийский политический и государственный деятель, юрист,  педагог профессор Лёвенского католического университета (с 1881).

## Биография
Сын офицера. Сначала учился в колледже Сент-Винсентиус (Ипр), затем в колледже Сент-Барбара (Гент). Окончил Гентский университет , где получил степень доктора права (1871). Работал юристом в Генте.
Член Католической партии Бельгии. В 1895–1899 годах – министр труда Бельгии.
Покончил жизнь самоубийством.